# Dalton Town with Newton
Dalton Town with Newton – civil parish w Anglii, w Kumbrii, w dystrykcie (unitary authority) Westmorland and Furness. W 2011 roku civil parish liczyła 8125 mieszkańców.